# Lola Beltrán

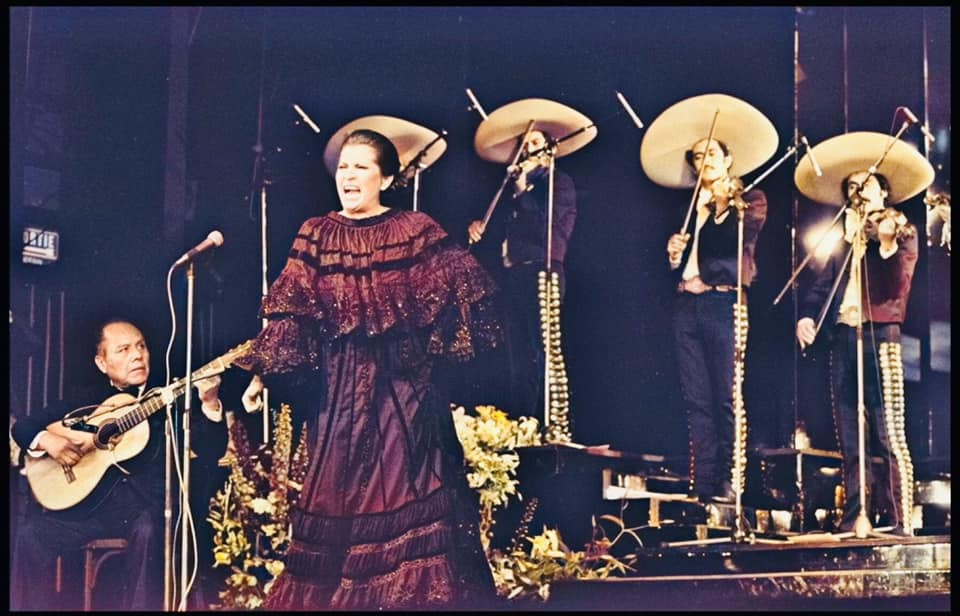
Lola Beltrán im Jahr 1979

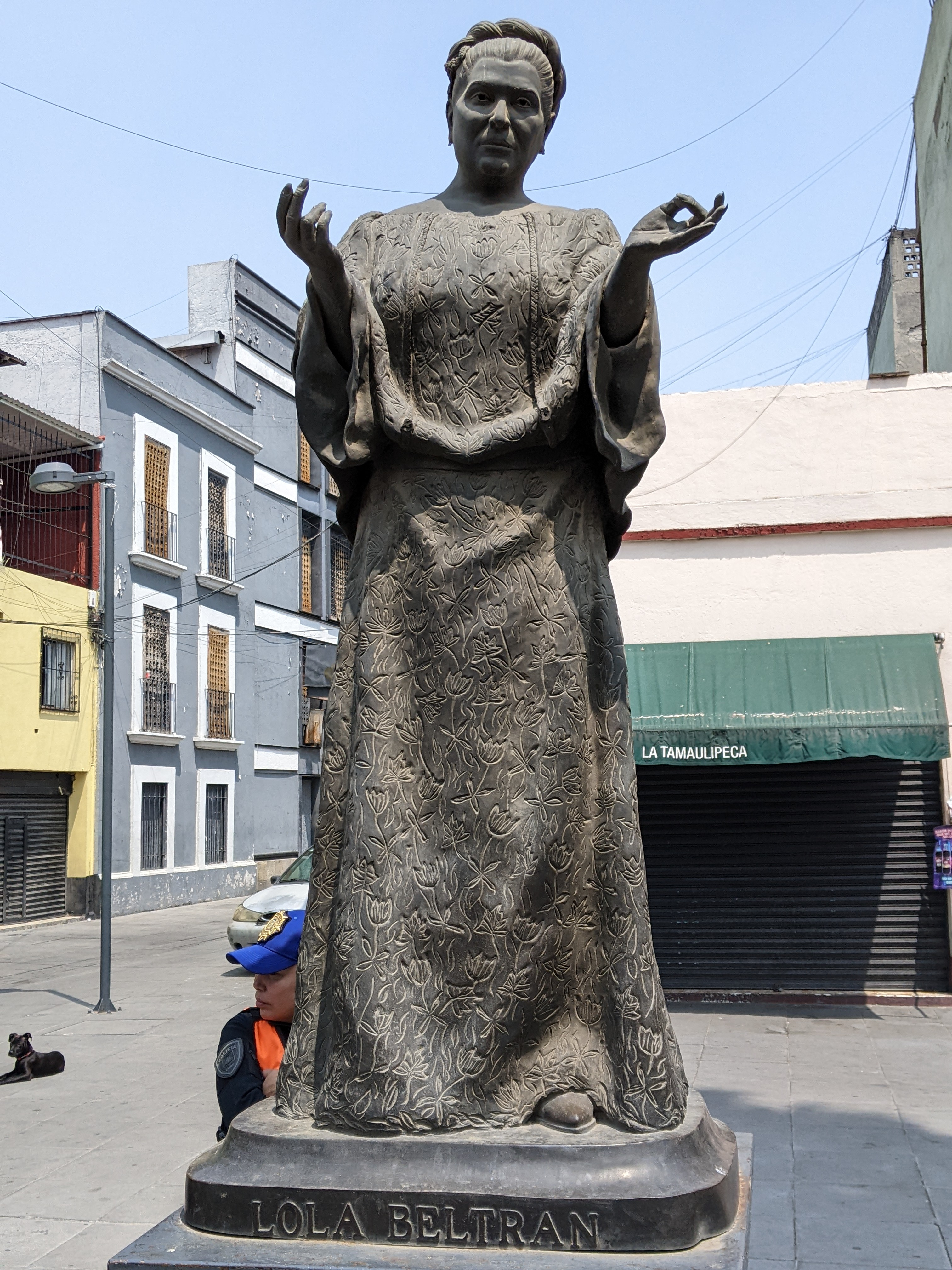
Denkmal für Lola Beltrán auf der Plaza Garibaldi in Mexiko-Stadt

Lola Beltrán (* 7. März 1932 in El Rosario, Sinaloa, Mexiko als María Lucila Beltrán Ruiz; † 24. März 1996 in Mexiko-Stadt) war eine Sängerin traditioneller mexikanischer Rancheras und Schauspielerin.
Einige ihrer Hits sind:
- Paloma negra
- Soy infeliz
- Cucurrucucú paloma
- La borrachita
- Ay Jalisco no te rajes
- Los Laureles